# NGC 2010
NGC 2010 (другое обозначение — ESO 56-SC139) — рассеянное скопление в созвездии Столовой Горы, расположенное в Большом Магеллановом Облаке. Открыто Джоном Гершелем в 1836 году.
NGC 2010 — довольно протяжённое, не очень плотное и аморфное скопление, в котором не наблюдается сегрегация масс. Его возраст составляет 159 миллионов лет, но вид его диаграммы Герцшпрунга — Рассела может говорить о наличии в скоплении звёзд разных возрастов. Всего известно 2265 звёзд, каждая из которых с вероятностью не менее 70% принадлежит скоплению.
Этот объект входит в число перечисленных в оригинальной редакции «Нового общего каталога».